# Stenonartonia hasyva
Stenonartonia hasyva (лат.) — вид одиночных ос рода Stenonartonia (Eumeninae). Южная Америка. Название таксона происходит от слова Hasyva — это прилагательное на языке гуарани, означающее «трудный» или «мучительный», что указывает на первоначальные трудности автора описания при отделении этого вида от Stenonartonia polybioides.

## Распространение
Южная Америка: Бразилия и Гайана.

## Описание
Осы среднего размера с желтовато-буровато-черной окраской тела, длина около 1 см. Этот вид наиболее близок к S. polybioides, но имеет несколько более узкий наличник, более выпуклые проподеум и тергит Т1, лучше выраженную метанотальную полосу и зубцовый гребень, членик жгутика усика F9 менее выпуклый вентрально и F11 менее уплощенный. Вид был впервые описан в 2011 году бразильским энтомологом Bolívar R. Garcete-Barrett (Laboratório de Biologia Comparada de Hymenoptera, Departamento de Zoologia, Universidade Federal do Paraná, Куритиба, Парана, Бразилия).